# 福岡市立赤坂小学校
福岡市立赤坂小学校（ふくおかしりつ あかさかしょうがっこう）は、福岡県福岡市中央区赤坂二丁目にある公立小学校。

## 沿革
- 1953年（昭和28年） - 福岡市立大名小学校、福岡市立簀子小学校から分離し開校
- 1960年（昭和35年） - 福岡市立舞鶴小学校を分離
- 1974年（昭和49年） - 隣接する福岡市立福岡女子高等学校跡地に移転（移転元の敷地は中央市民センター・中央体育館に転用）

## 通学区域
中央区の以下の地区。
- 城内（11番を除く）
- 赤坂1-3丁目（全丁目）
- 大手門1丁目
- 桜坂1,2丁目、3丁目の一部

福岡城の南東の濠を埋め立てた土地の上に位置する。福岡市地下鉄 赤坂駅から徒歩10分の場所。福岡城とその周辺一帯を校区としており、校区北端には昭和通り、校区東端には大正通り、校区南側には国道202号・けやき通り・国体道路が通る。福岡城以外の校区のうち、校区北側・東側の大手門1丁目や赤坂1丁目はオフィスビル・飲食店・各種店舗などが多く、その他の地域は概ね住宅地となっている。
中学校は隣接する警固中学校の校区。

### 校区内の主な施設
- 福岡城跡とその敷地内の各施設（舞鶴公園・鴻臚館跡展示館・平和台陸上競技場）
- 福岡高等裁判所・福岡地方裁判所・福岡簡易裁判所
- 福岡家庭裁判所
- 中央市民センター・福岡市中央図書館・中央体育館
- 読売新聞西部本社
- 福岡市立警固中学校
- 福岡市地下鉄空港線
  - 赤坂駅
  - 大濠公園駅
- 福岡市地下鉄七隈線 桜坂駅

### 校区が隣接する小学校
- 福岡市立舞鶴小中学校
- 福岡市立警固小学校
- 福岡市立平尾小学校
- 福岡市立笹丘小学校
- 福岡市立草ヶ江小学校
- 福岡市立当仁小学校

## 校歌
1964年制定。
- 作詞：長井盛之
- 作曲：安永武一郎